# Universiteit Paris-Dauphine
De Universiteit Paris-Dauphine (Frans: Université Paris-Dauphine) is een Frans grand établissement in Parijs. Het werd opgericht in 1971 bij de splitsing van de Universiteit van Parijs als université Paris-IX en was daarmee de negende van de 13 nieuwe instellingen. Het maakt deel uit van de PSL Research University. 
De huidige naam en het specifiek statuut van grand établissement en niet meer als universiteit nam de instelling aan in 2004. De naam nam de instelling aan van de nabijgelegen Porte Dauphine.
Onderzoek en onderwijs gebeurt rond economie, bedrijfskunde, recht, sociale wetenschappen, wiskunde en financieel beheer.
De instelling heeft haar hoofdcampus sinds 1970, nog van voor de oprichting in het 16e arrondissement, in een gebouw dat van 1959 tot 1967 dienst deed als hoofdkwartier van de Noord-Atlantische Verdragsorganisatie.
Eredoctoraten reikte de instelling onder meer uit aan Edmund Phelps, Henry Mintzberg, Oliver Hart, Myron Scholes, Ehud Kalai, Robert Shiller, Melchior Wathelet en Joseph Eugene Stiglitz.
Albanië: Universiteit van Tirana, Technische Hogeschool van Tirana · 
België: Vrije Universiteit Brussel, Université libre de Bruxelles · 
Bulgarije: Sofia Universiteit St. Kliment Ohridski · 
Cyprus: Universiteit van Cyprus · 
Duitsland: Vrije Universiteit Berlijn, Humboldtuniversiteit · 
Denemarken: Universiteit van Kopenhagen · 
Estland: Technische Universiteit Tallinn, Universiteit van Tallinn · 
Finland: Universiteit van Helsinki · 
Frankrijk: Sorbonne Université, Université Sorbonne-Nouvelle, Universiteit Paris-Dauphine ·
Griekenland: Universiteit van Athene · 
Hongarije: Loránd Eötvös-universiteit · 
Ierland: Nationale Universiteit van Ierland, Dublin · 
Italië: Universiteit Sapienza Rome, Universiteit van Rome Tor Vergata, Roma Tre-universiteit · 
Kroatië: Universiteit van Zagreb · 
Letland: Universiteit van Letland · 
Litouwen: Universiteit van Vilnius · 
Nederland: Universiteit van Amsterdam · 
Noord-Macedonië: Universiteit van Skopje · 
Noorwegen: Universiteit van Oslo · 
Oostenrijk: Universiteit van Wenen · 
Polen: Universiteit van Warschau · 
Portugal: Universiteit van Lissabon · 
Roemenië: Universiteit van Boekarest · 
Rusland: Staatsuniversiteit van Moskou · 
Slowakije: Comenius Universiteit Bratislava · 
Slovenië: Universiteit van Ljubljana · 
Spanje: Autonome Universiteit van Madrid, Complutense-universiteit van Madrid · 
Tsjechië: Karelsuniversiteit Praag · 
Verenigd Koninkrijk: University College London · 
IJsland: Universiteit van IJsland · 
Zweden: Universiteit van Stockholm · 
Zwitserland: Universiteit van Lausanne
- Biblioteca Nacional de España: XX181379
- Bibliothèque nationale de France: cb118657420 (data)
- Catàleg d'autoritats de noms i títols de Catalunya: 981058515095406706
- Gemeinsame Normdatei: 26910-4
- International Standard Name Identifier: 0000 0001 2097 7052
- Library of Congress Control Number: n79129793
- Nationale Bibliotheek van Tsjechië: ko2003183527
- Nationale Bibliotheek van Israël: 987007604242405171
- Système universitaire de documentation: 027787109
- Virtual International Authority File: 157822299
- WorldCat: E39QH7JmtjFYdtwcPpv3Hvmf3F